# Bozener Straße 14 (Mönchengladbach)

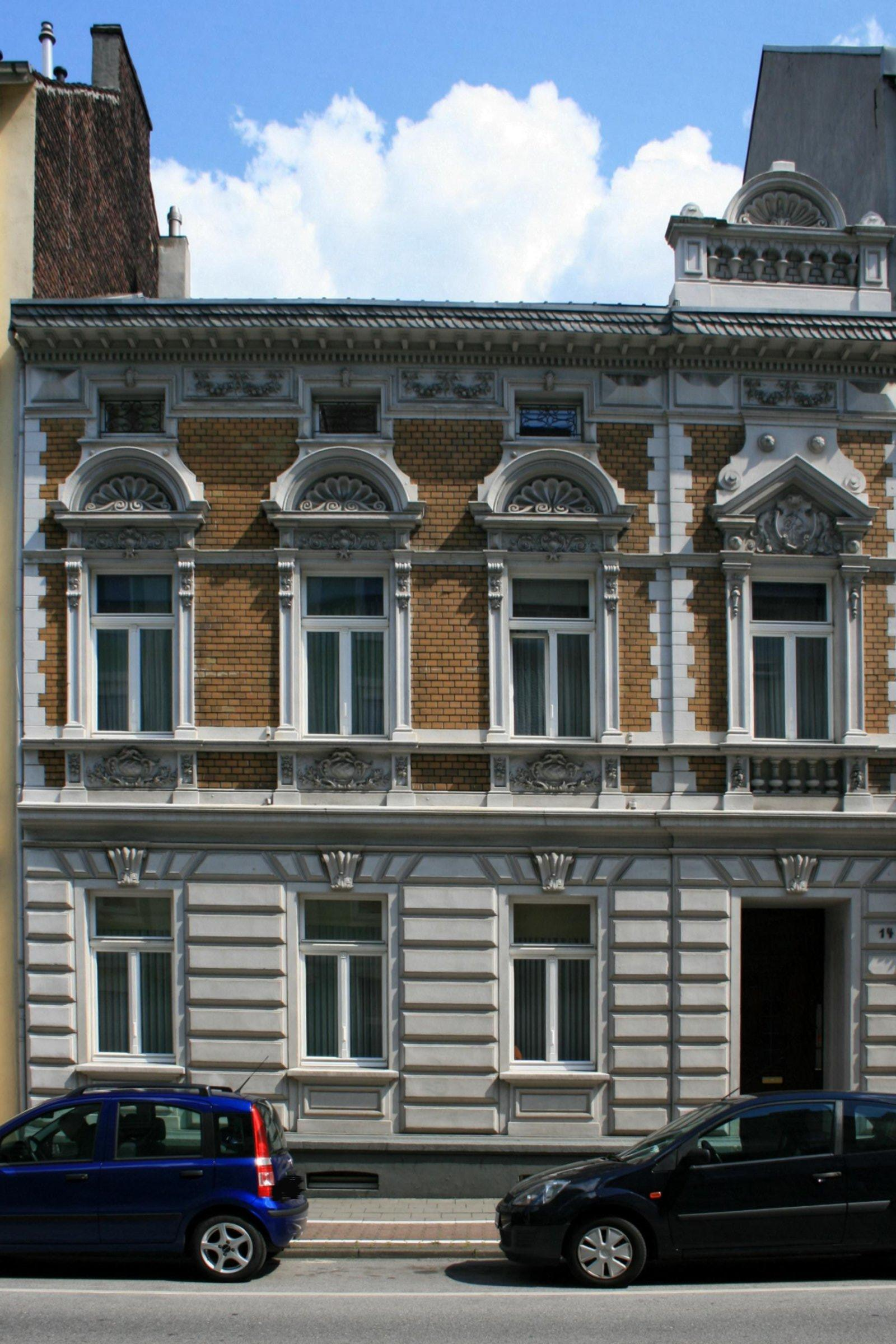
Wohnhaus (2010)

Das Wohnhaus Bozener Straße 14 steht im Stadtteil Eicken in Mönchengladbach (Nordrhein-Westfalen).
Das Gebäude wurde 1893 erbaut. Es ist unter Nr. B 056 am 15. Dezember 1987 in die Denkmalliste der Stadt Mönchengladbach eingetragen worden.

## Architektur
Die Bozener Straße liegt im Stadterweiterungsgebiet in Richtung Eicken. Sie ist in ihrem Bestand historischer Häuser durch Kriegszerstörung stark dezimiert und Haus Nr. 14 zeigt nur noch partiell, wie der Straßenzug einmal ausgesehen hat.
Das traufständige Haus mit 2:4 Achsen ist waagerecht gegliedert. Das über einem Zahnfries angesetzte, flach geneigte Satteldach ist in der Straßenansicht nicht wahrnehmbar. Als charakteristisches bürgerliches Wohnhaus und in Anbetracht seines Standortes erhaltenswert.